# خريطة الجبر
هي خريطة جبر لمعالجة البيانات الجغرافية في المقام الأول للحقول، تم تطويرها بواسطة الدكتورة دانا توملين وآخرون في أواخر السبعينيات. وهي عبارة عن مجموعة من العمليات البدائية في نظام المعلومات الجغرافية (GIS) الذي يسمح بطبقة أو أكثر من طبقات البيانات النقطية (الخرائط) ذات الأبعاد المتشابهة لإنتاج طبقة نقطية جديدة (map) باستخدام العمليات الرياضية أو غيرها من العمليات مثل: عملية الجمع والطرح.

## تاريخ
قبل ظهور نظام المعلومات الجغرافية تم تطوير مبدأ التراكب كطريقة لتراكب خرائط موضوعية مختلفة حرفيًا «عادةً هي خريطة متساوية أو خريطة لونية» تكون مرسومة على فيلم شفاف. فعلى سبيل المثال: أسيتات السليلوز لرؤية التفاعلات والعثور على مواقع محددة ومجموعات من الخصائص.
تم تطوير هذه التقنية بشكل كبير من قبل مهندسي المناظر الطبيعية ومخططي المدن إبتدءًا من المهندس وارين إتش مانينغ. بينما كانت توملين وجوزيف بيري طلاب دراسات عليا في جامعة ييل قد أعادا تصور هذه الأدوات كنموذج رياضي، الذي كانا يطلقان عليه بحلول عام 1983 «جبر الخرائط».
على الرغم من تحديد العمليات الأساسية في أطروحة الدكتوراة توملين الخاصة بها عام 1983 فقد صقلت توملين مبادئ جبر الخرائط ونمذجة رسم الخرائط إلى شكلها الحالي بحلول عام 1990. ونظرًا لأن توملين أصدرت شفرة المصدر إلى (MAP) فقد تم تنفيذ خوارزمياتها بدرجات متفاوتة من التعديل كمجموعة أدوات تحليل لكل حزمة برامج (GIS) تقريبًا بدءًا من الثمانينيات، بما في ذلك GRASS وIDRISI (الآن TerrSet)، ووحدة GRID الخاصة بـ ARC / INFO (تم دمجه لاحقًا في وحدة التحليل المكاني في ArcGIS)، مما أدى لهذا التطبيق الواسع النطاق إلى تطوير العديد من الامتدادات لرسم خريطة الجبر، بعد الجهود المبذولة لتوسيع نموذج البيانات النقطية مثل: إضافة وظائف جديدة لتحليل الشبكات الزمانية المكانية والشبكات ثلاثية الأبعاد.

## خريطة عمليات الجبر
مثل الهياكل الجبرية الأخرى يتكون جبر الخريطة من مجموعة من الكائنات (المجال) ومجموعة من العمليات التي تتعامل مع تلك الكائنات بإغلاق، فعلى سبيل المثال: نتيجة العملية نفسها في المجال ليست شيئًا مختلفًا تمامًا، ففي هذه الحالة المجال هو مجموعة كل «الخرائط» الممكنة والتي يتم تنفيذها بشكل عام كشبكات نقطية، والشبكة النقطية هي عبارة عن مصفوفة ثنائية الأبعاد من الخلايا أطلقت عليها توملين اسم (المواقع أو النقاط)، وكل خلية تشغل مساحة مربعة من الفضاء الجغرافي ويتم ترميزها بقيمة تمثل الخاصية المقاسة لظاهرة جغرافية معينة عادةً تحمل اسم (حقل).
وفي هذا الموقع تكون كل عملية على هذا النموذج:
1. تأخذ واحدة أو أكثر من الشبكات النقطية كمدخلات.
2. تنشئ شبكة إخراج مع هندسة الخلية المطابقة.
3. عمليات المسح عبر كل خلية في شبكة الإدخال أو خلايا مطابقة مكانيًا لمدخلات متعددة.
4. ينفذ العملية على قيمة (قيم) الخلية وتكتب النتيجة إلى الخلية المقابلة في شبكة الإخراج.[7]

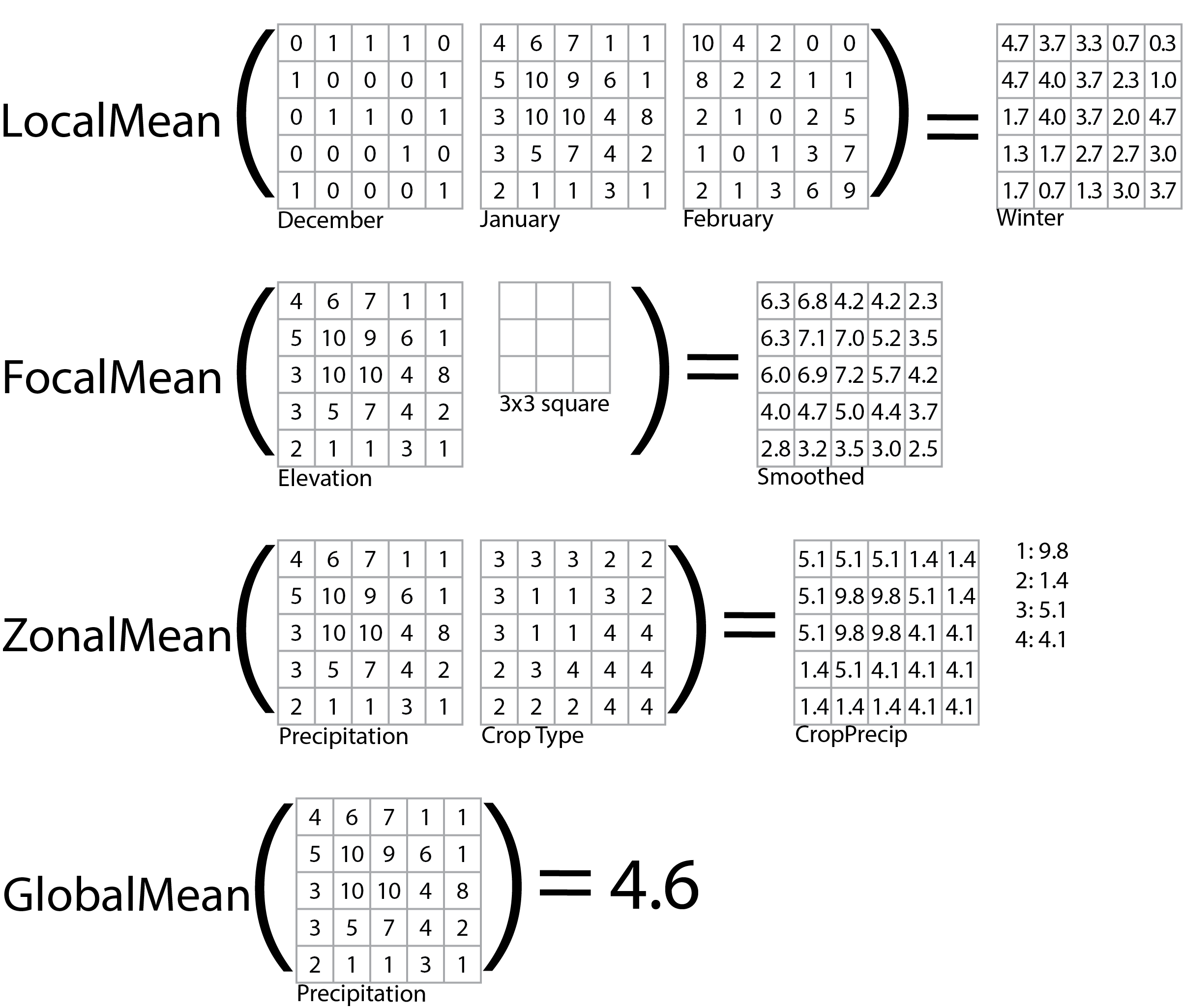
مقارنة بصرية لأنواع مختلفة من عمليات الجبر الخريطة

في الأصل كانت المدخلات وشبكات الإخراج مطلوبة للحصول على هندسة خلية متطابقة على سبيل المثال: تغطي نفس النطاق المكاني بنفس ترتيب الخلية، بحيث تتوافق كل خلية بين المدخلات والمخرجات، ولكن العديد من تطبيقات نظم المعلومات الجغرافية الحديثة لا تتطلب ذلك، ويكون إجراء الاستيفاء حسب الحاجة لاشتقاق القيم في المواقع المقابلة.
وقد صنفت توملين العديد من عمليات جبر الخرائط الممكنة إلى ثلاثة أنواع، وقد تضيف إليها بعض الأنظمة نوعًا رابعًا:

### المشغلين المحليين
تكون العمليات التي تعمل على موقع كل خلية واحدة في وقت واحد أثناء مرحلة المسح.
هذا مثال بسيط الذي سيكون عاملًا حسابيًا. فلنفترض الإضافة لحساب MAP3 = MAP1 + MAP2. يقوم البرنامج هنا بمسح كل خلية مطابقة لشبكات الإدخال، ويضيف القيم الرقمية في كل منها باستخدام الحساب العادي ويضع النتيجة في الخلية المطابقة من شبكة الإخراج.
ونظرًا لتحلل العمليات على الخرائط إلى عمليات على قيم الخلية الفردية، يمكن إجراء أي عملية يمكن إجراؤها على الأرقام. مثل: الحساب والإحصاء وعلم المثلثات والمنطق في جبر الخريطة.
فعلى سبيل المثال قد يأخذ عامل التشغيل LocalMean شبكتين أو أكثر ويحسب المتوسط الحسابي لكل مجموعة من الخلايا المقابلة مكانيًا، بالإضافة إلى ذلك يتم تحديد مجموعة من العمليات الخاصة بنظم المعلومات الجغرافية، مثل إعادة تصنيف مجموعة كبيرة من القيم إلى نطاق أصغر من القيم. مثال على ذلك، تحويل 45 فئة غطاء أرضي إلى 3 مستويات من ملاءمة الموائل. ويعود تنفيذ IMGRID الأصلي إلى عام 1975.

## روابط خارجية
- osGeo-RFC-39 حول جبر الطبقة